# Elmo Lincoln

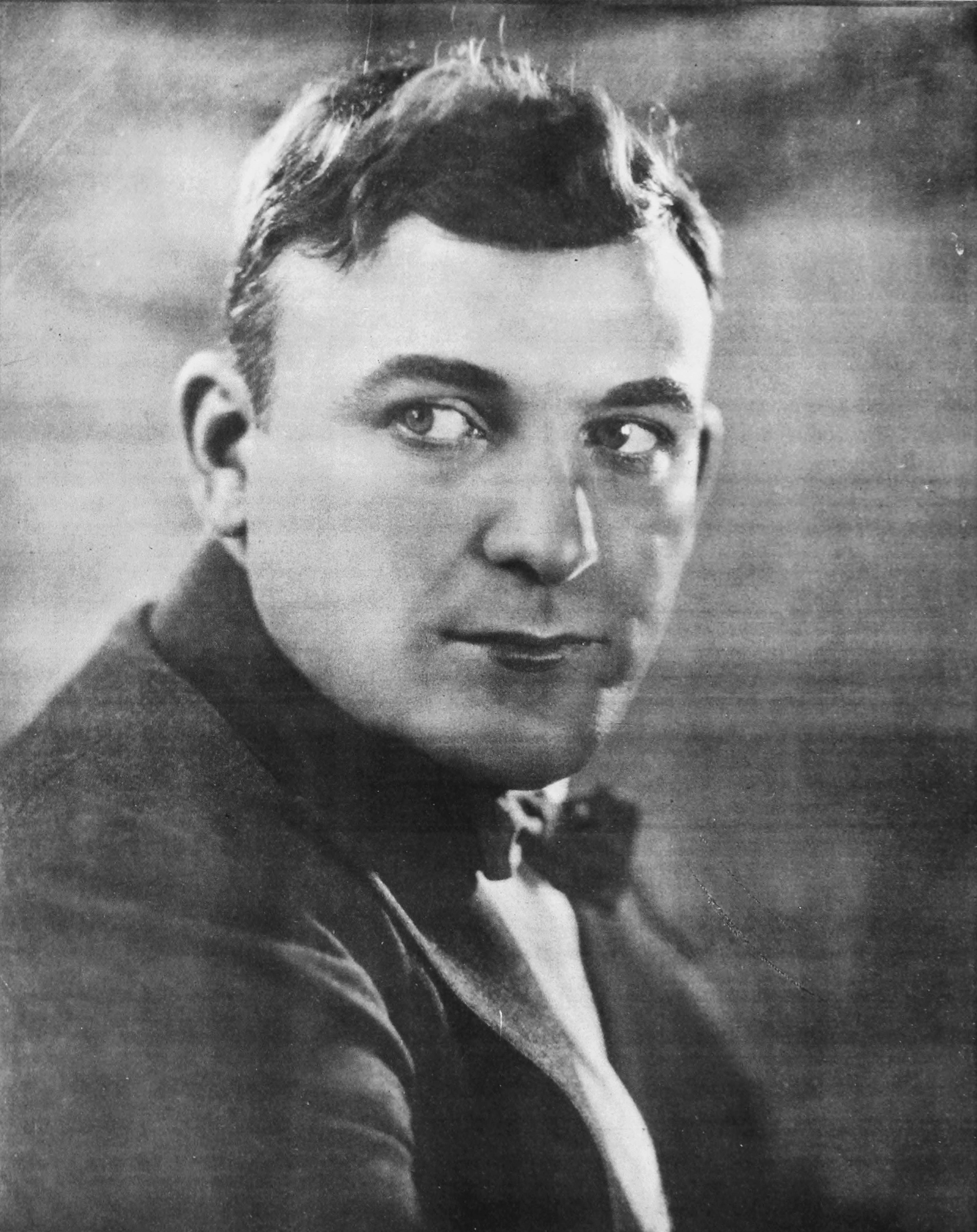
Elmo Lincoln (1923)

Elmo Lincoln, eigentlich Otto Elmo Linkenhelt (* 6. Februar 1889 in Rochester, Indiana; † 27. Juni 1952 in Los Angeles, Kalifornien) war ein US-amerikanischer Schauspieler.

## Leben
Der ehemalige Schutzmann bewarb sich als Komparse bei Dreharbeiten zu Filmen und wurde dabei von David Wark Griffith entdeckt. Während des Drehs einer Kampfszene war Lincoln das Hemd zerrissen und sein gewaltiger, muskulöser Oberkörper zum Vorschein gekommen. Dies war dem Regisseur aufgefallen, der von der hünenhaften Gestalt des jungen Mannes so angetan war, dass er ihn zu sich bestellte. Er riet Lincoln, mit seinem Brustkorb auf jeden Fall beim Film zu bleiben, empfahl ihm aber, unbedingt seinen Namen zu ändern, so dass aus Otto Elmo Linkenhelt künftig Elmo Lincoln wurde. In den nächsten Jahren war er in mehreren Griffith-Filmen zu sehen. 
Seinen eigentlichen Durchbruch verdankte er jedoch einem Zufall. 1916 hatte der Versicherungskaufmann William „Bill“ Parson bei Edgar Rice Burroughs die Filmrechte für dessen Roman Tarzan of the Apes abgeschlossen, dessen Dreharbeiten 1917 beginnen sollten. Für die Hauptrolle, den Tarzan, hatte man den Schauspieler Winslow Wilson gewonnen. Mit Eintritt der Vereinigten Staaten in den Ersten Weltkrieg meldete sich Wilson jedoch freiwillig als Soldat. Als es darum ging, einen Ersatz zu finden, fiel Parsons Wahl auf den athletischen Lincoln. Am 27. Januar 1918 startete Tarzan of the Apes im New Yorker „Broadway-Theater“ und wurde ein Riesenerfolg. Tarzan of the Apes wurde einer der wenigen Stummfilme, die mehr als eine Million US-Dollar einspielten. Durch den Erfolg beflügelt, sollte noch im gleichen Jahr die Fortsetzung Romance of Tarzan, wieder mit Lincoln in der Titelrolle, gedreht werden. Gegenüber dem ersten Film war die unmotivierte Fortsetzung nur wenig erfolgreich. 
Danach wandte sich Lincoln anderen Projekten zu, schlüpfte aber 1921 in Adventure of Tarzan noch einmal in die Rolle des Dschungelhelden. Der Film war ein großer Erfolg, hatte aber zur Folge, dass Lincoln von nun an mit dem Image des „Affenmenschen“ belegt war und kaum noch Chancen auf andere Hauptrollen hatte. Er spielte fast nur noch Nebenrollen und trat sogar, in der Rolle des Tarzan, als Zirkussensation auf. 1942 und 1949 spielte Lincoln abermals in kleinen Nebenrollen in den Tarzan-Filmen Tarzans Abenteuer in New York mit Johnny Weissmüller und Tarzan und das blaue Tal mit Lex Barker mit.

## Filmografie (Auswahl)

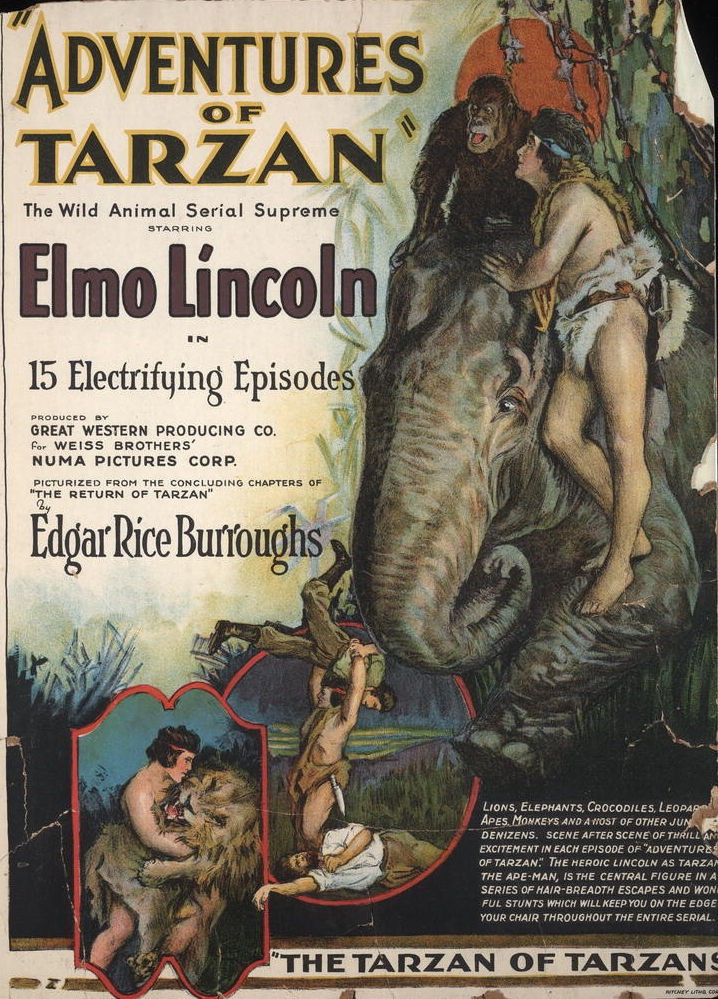
Adventures of Tarzan, 1921, Filmplakat

- 1913: The Reformers; or, The Lost Art of Minding One’s Business (Kurzfilm)
- 1913: The Suffragette Minstrels (Kurzfilm)
- 1913: Die Waisen der Ansiedlung (The Battle at Elderbush Gulch, Kurzfilm)
- 1914: John Barleycorn (verschollen)
- 1914: Judith von Bethulien (Judith of Bethulia)
- 1914: Brute Force (Kurzfilm)
- 1915: Buckshot John
- 1915: Die Geburt einer Nation (The Birth of a Nation)
- 1915: The Double Crossing of Slim (Kurzfilm)
- 1915: The Slave Girl (Kurzfilm)
- 1915: The Light in the Window (Kurzfilm)
- 1915: The Absentee
- 1915: Her Shattered Idol
- 1915: Pirates Bold (Kurzfilm)
- 1915: A Bad Man and Others (Kurzfilm)
- 1915: The Mystic Jewel (Kurzfilm)
- 1915: Providence and the Twins (Kurzfilm)
- 1915: The Root of All Evil (Kurzfilm)
- 1915: Jordan Is a Hard Road
- 1916: Hoodoo Ann
- 1916: The Half–Breed
- 1916: Gretchen the Greenhorn
- 1916: Intoleranz (Intolerance)
- 1916: Children of the Feud (verschollen)
- 1916: The Fatal Glass of Beer
- 1917: The Bad Boy (verschollen)
- 1917: Betsy’s Burglar
- 1917: Might and the Man
- 1917: Aladdin and the Wonderful Lamp
- 1917: Treasure Island
- 1918: Tarzan bei den Affen (Tarzan of the Apes)
- 1918: The Kaiser, the Beast of Berlin
- 1918: Romance of Tarzan
- 1918: The Greatest Thing in Life
- 1918: The Road Through the Dark
- 1919: Elmo, the Mighty (verschollen)
- 1919: Deliverance
- 1919: The Fall of Babylon
- 1920: Elmo the Fearless (verschollen)
- 1920: Under Crimson Skies
- 1920: The Flaming Disc
- 1921: Devotion
- 1921: Adventures of Tarzan
- 1922: Fighting Back (Kurzfilm)
- 1922: Desperation (Kurzfilm)
- 1922: The Big Ranger (Kurzfilm)
- 1922: Im Wirbel der Fluten (Quincy Adams Sawyer)
- 1923: Rupert of Hentzau
- 1923: Der Glöckner von Notre Dame (The Hunchback of Notre Dame)
- 1923: The Rendezvous
- 1923: Frau van Corlands Vergangenheit (Fashion Row)
- 1925: All Around Frying Pan
- 1926: Whom Shall I Marry
- 1927: The King of the Jungle (verschollen)
- 1939: Union Pacific
- 1939: Blue Montana Skies
- 1939: Der Bandit von Wyoming (Wyoming Outlaw)
- 1939: Timber Stampede
- 1939: Der Große Milchkrieg von Colorado (Colorado Sunset)
- 1939: Der Glöckner von Notre Dame (The Hunchback of Notre Dame)
- 1939: Verrat im Dschungel (The Real Glory)
- 1940: Stage to Chino
- 1942: Piraten im Karibischen Meer (Reap the Wild Wind)
- 1942: Tarzans Abenteuer in New York (Tarzan’s New York Adventure)
- 1942: Bandit Ranger
- 1943: Frontier Fury
- 1944: Dr. Wassells Flucht aus Java (The Story of Dr. Wassell)
- 1944: Black Arrow
- 1944: When the Lights Go on Again
- 1945: Escape in the Fog
- 1945: The Return of the Durango Kid
- 1945: The Man Who Walked Alone
- 1946: Land der Banditen (Badman’s Territory)
- 1946: The Three Troubledoers  (Kurzfilm)
- 1947: Rolling Home
- 1947: Mord in Ekstase (A Double Life)
- 1948: Tal der Leidenschaften (Tap Roots)
- 1949: Tarzan und das blaue Tal (Tarzan’s Magic Fountain)
- 1951: Mord in Hollywood (Hollywood Story)
- 1951: Ausgezählt (Iron Man)
- 1952: Carrie